# Championnats du monde de patinage artistique 1926
Navigation
Mondiaux 1925 Mondiaux 1927
Les championnats du monde de patinage artistique 1926 ont lieu du 7 au 8 février 1926 à Stockholm en Suède pour les Dames, et du 13 au 14 février 1926 à Berlin en Allemagne pour les Messieurs et les Couples.  
Pour la première fois, dix couples artistiques participent aux mondiaux.

## Podiums
| Épreuves                      | Or                          | Argent                     | Bronze                     |
| ----------------------------- | --------------------------- | -------------------------- | -------------------------- |
| Messieurs résultats détaillés | Willy Böckl                 | Otto Preißecker            | John Page                  |
| Dames résultats détaillés     | Herma Szabó                 | Sonja Henie                | Kathleen Shaw              |
| Couples résultats détaillés   | Andrée Joly / Pierre Brunet | Lilly Scholz / Otto Kaiser | Herma Szabó / Ludwig Wrede |

## Tableau des médailles
| Rang  | Nation      | Or | Argent | Bronze | Total |
| ----- | ----------- | -- | ------ | ------ | ----- |
| 1     | Autriche    | 2  | 2      | 1      | 5     |
| 2     | France      | 1  | 0      | 0      | 1     |
| 3     | Norvège     | 0  | 1      | 0      | 1     |
| 4     | Royaume-Uni | 0  | 0      | 2      | 2     |
| Total | Total       | 3  | 3      | 3      | 9     |

## Détails des compétitions

### Messieurs
| Rang | Nom                  | Nation          | Places | Points | Fig. impo. | Prog. libre |
| ---- | -------------------- | --------------- | ------ | ------ | ---------- | ----------- |
| 1    | Willy Böckl          | Autriche        | 7      |        |            |             |
| 2    | Otto Preißecker      | Autriche        | 11     |        |            |             |
| 3    | John Page            | Royaume-Uni     | 18     |        |            |             |
| 4    | Werner Rittberger    | Allemagne       | 21     |        |            |             |
| 5    | Josef Slíva          | Tchécoslovaquie | 26     |        |            |             |
| 6    | Ludwig Wrede         | Autriche        | 29     |        |            |             |
| 7    | Robert Van Zeebroeck | Belgique        | 30     |        |            |             |
| 8    | Arne Lie             | Norvège         | 41     |        |            |             |
| 9    | Paul Franke          | Allemagne       | 42     |        |            |             |

### Dames
| Rang | Nom              | Nation      | Places | Points | Fig. impo. | Prog. libre |
| ---- | ---------------- | ----------- | ------ | ------ | ---------- | ----------- |
| 1    | Herma Szabó      | Autriche    | 5      |        |            |             |
| 2    | Sonja Henie      | Norvège     | 10     |        |            |             |
| 3    | Kathleen Shaw    | Royaume-Uni | 16     |        |            |             |
| 4    | Elisabeth Böckel | Allemagne   | 21     |        |            |             |
| 5    | Solveig Johansen | Norvège     | 26     |        |            |             |
| 6    | Hildegard Thiel  | Autriche    | 27     |        |            |             |

### Couples
| Rang | Nom                                  | Nation          | Places | Points |
| ---- | ------------------------------------ | --------------- | ------ | ------ |
| 1    | Andrée Joly / Pierre Brunet          | France          | 12     |        |
| 2    | Lilly Scholz / Otto Kaiser           | Autriche        | 22     |        |
| 3    | Herma Szabó / Ludwig Wrede           | Autriche        | 26     |        |
| 4    | Gisela Hochhaltinger / Georg Pamperl | Autriche        | 32.5   |        |
| 5    | Sonja Henie / Arne Lie               | Norvège         | 33.5   |        |
| 6    | Ethel Muckelt / John Page            | Royaume-Uni     | 40     |        |
| 7    | Else Hoppe / Oscar Hoppe             | Tchécoslovaquie | 42.5   |        |
| 8    | Ilse Kishauer / Herbert Haertel      | Allemagne       | 52.5   |        |
| 9    | Grete Weise / Georg Velisch          | Allemagne       | 60.5   |        |
| 10   | Margit Edlund / Anders Palm          | Suède           | 63.5   |        |